# Ekliptika
Eklíptika (grško ekleiptikos - mesto kjer se pojavi mrk (starogrško έκλειψις: ékleipsis) < ekleipo - izpuščati) je v astronomiji pot Sonca na nebu, ki jo pri svojem navideznem gibanju skozi leto opravi glede na oddaljene zvezde. Je presečišče nebesne krogle z ravnino ekliptike (ekliptično ravnino), ki je geometrijska ravnina srednje tirnice Zemlje okoli Sonca. V ravnini ekliptike Zemlja kroži okoli Sonca. Moramo jo razlikovati od nespremenljive ali Laplaceove ravnine, vektorske vsote vrtilnih količin vseh planetnih ravnin tirov, na katero največ vplivajo Jupiter in ostali trije plinski velikani. Planete in Luno najdemo vedno v bližini ekliptike, od katere se navidezno oddaljijo največ za nekaj ločnih stopinj. Zaradi tega so ekliptiki v preteklosti pripisovali velik pomen in ozvezdja ob njej imenovali živalski krog.

## Ekliptika in nebesni ekvator
Ker Zemljina vrtilna os ni pravokotna na njeno ravnino tirnice, ekvatorska ravnina ni vzporedna z ravnino ekliptike in oklepa z njo kot približno 23°27', ki se imenuje nagib vrtilne osi. Kot se zaradi gravitacijskih vplivov drugih planetov s časom počasi spreminja. Presečišči ekvatorske ravnine in ravnine ekliptike z nebesnim svodom sta velika kroga, nebesni ekvator in ekliptika. Presečnica obeh ravnin poteka skozi nasprotni presečišči, točki enakonočja. Točka enakonočja, ko Sonce preide iz južne v severno poloblo, je točka pomladnega enakonočja ali pomladišče (točka γ). Nasprotna točka pa je točka jesenskega enakonočja ali jesenišče. Ko Sonce doseže prvo točko, se na severni polobli začne pomlad, na južni pa jesen. Ko doseže drugo točko, se na severni polobli začne jesen in pomlad na južni. Ekliptična longituda v ekliptičnem koordinatnem sistemu, po navadi označena z λ, se meri od te točke od 0° do 360° proti vzhodu. Ekliptična latituda, po navadi označena z β se meri od 0° do +90° proti severu in -90° proti jugu. Ista točka določa izhodišče nebesnega ekvatorskega koordinatnega sistema, rektascenzijo α, merjeno od 0 do 24 ur prav tako proti vzhodu, in deklinacijo δ, merjeno enako od 0° do +90° proti severu in -90° proti jugu. Z enačbami je možna preprosta pretvorba koordinat α,δ v λ,β in obratno.

## Ekliptika in quatro
Ekliptika je središče živalskega kroga, traku, ki se razteza 9° na obe strani ekliptike. To območje je po navadi razdeljeno na dvanajst nebesnih znamenj s širino 30°. Ta znamenja se imenujejo po dvanajstih ozvezdjih, skozi katera gre ekliptika. Danes je ozvezdij 13. Zodiakalna znamenja so pomembna za astrologe. Sodobni astronomi uporabljajo druge koordinatne sisteme.
Lega pomladnega enakonočja ni nepomična glede na zvezde in se zaradi lunisolarne precesije počasi premika po ekliptiki proti zahodu s hitrostjo 1° na 72 let. Poleg tega se zaradi planetne precesije ravnina ekliptike še dodatno vrti. Sicer pa se zvezde premikajo proti vzhodu (večajo se jim longitude λ) glede na točki enakonočij.
Točki enakonočij se v letih astronomskega julijanskega koledarja zaradi spremenljive hitrosti precesije in vrtenja ekliptike premikata po ozvezdjih, ki jih je določila Mednarodna astronomska zveza (IAU):
- točka pomladnega enakonočja je prešla ozvezdje Bika in prešla v ozvezdje Ovna leta -1865, prešla v ozvezdje Rib leta -67 in bo prešla v ozvezdje Vodnarja leta 2597 ter v ozvezdje Kozoroga leta 4312. Leta 1489 je prešla vzdolž roba ozvezdja Kita na razdalji 0°10'.
- točka poletnega obrata je prešla ozvezdje Leva v ozvezdje Raka leta -1458, prešla ozvezdje Dvojčkov leta -10, prešla v ozvezdje Bika decembra leta 1989 in bo prešla v ozvezdje Ovna leta 4609.
- točka jesenskega enakonočja je prešla iz ozvezdja tehtnice v ozvezdje Device leta -729 in bo prešla v ozvezdje Leva leta 2439.
- točka zimskega obrata je prešla iz ozvezdja Kozoroga v ozvezdje Strelca leta -130 in bo prešla v ozvezdje Kačenosca leta 2269 ter v ozvezdje Škorpijona leta 3597.

## Ekliptika in Sonce
| Datum in čas (UTC) Sončevih obratov in enakonočij | Datum in čas (UTC) Sončevih obratov in enakonočij | Datum in čas (UTC) Sončevih obratov in enakonočij | Datum in čas (UTC) Sončevih obratov in enakonočij | Datum in čas (UTC) Sončevih obratov in enakonočij | Datum in čas (UTC) Sončevih obratov in enakonočij | Datum in čas (UTC) Sončevih obratov in enakonočij | Datum in čas (UTC) Sončevih obratov in enakonočij | Datum in čas (UTC) Sončevih obratov in enakonočij |
| leto                                              | enakonočje marec                                  | enakonočje marec                                  | solsticij junij                                   | solsticij junij                                   | enakonočje september                              | enakonočje september                              | solsticij december                                | solsticij december                                |
| leto                                              | dan                                               | čas                                               | dan                                               | čas                                               | dan                                               | čas                                               | dan                                               | čas                                               |
| ------------------------------------------------- | ------------------------------------------------- | ------------------------------------------------- | ------------------------------------------------- | ------------------------------------------------- | ------------------------------------------------- | ------------------------------------------------- | ------------------------------------------------- | ------------------------------------------------- |
| 2002                                              | 20                                                | 19:16                                             | 21                                                | 13:24                                             | 23                                                | 04:55                                             | 22                                                | 01:14                                             |
| 2003                                              | 21                                                | 01:00                                             | 21                                                | 19:10                                             | 23                                                | 10:47                                             | 22                                                | 07:04                                             |
| 2004                                              | 20                                                | 06:49                                             | 21                                                | 00:57                                             | 22                                                | 16:30                                             | 21                                                | 12:42                                             |
| 2005                                              | 20                                                | 12:33                                             | 21                                                | 06:46                                             | 22                                                | 22:23                                             | 21                                                | 18:35                                             |
| 2006                                              | 20                                                | 18:26                                             | 21                                                | 12:26                                             | 23                                                | 04:03                                             | 22                                                | 00:22                                             |
| 2007                                              | 21                                                | 00:07                                             | 21                                                | 18:06                                             | 23                                                | 09:51                                             | 22                                                | 06:08                                             |
| 2008                                              | 20                                                | 05:48                                             | 20                                                | 23:59                                             | 22                                                | 15:44                                             | 21                                                | 12:04                                             |
| 2009                                              | 20                                                | 11:44                                             | 21                                                | 05:45                                             | 22                                                | 21:18                                             | 21                                                | 17:47                                             |
| 2010                                              | 20                                                | 17:32:13                                          | 21                                                | 11:28:25                                          | 23                                                | 03:09:02                                          | 21                                                | 23:38:28                                          |
| 2011                                              | 20                                                | 23:21:44                                          | 21                                                | 17:16:30                                          | 23                                                | 09:04:38                                          | 22                                                | 05:30:03                                          |
| 2012                                              | 20                                                | 05:14:25                                          | 20                                                | 23:09:49                                          | 22                                                | 14:49:59                                          | 21                                                | 11:12:37                                          |
| 2013                                              | 20                                                | 11:02:55                                          | 21                                                | 05:04:57                                          | 22                                                | 20:44:08                                          | 21                                                | 17:11:00                                          |
| 2014                                              | 20                                                | 16:57:05                                          | 21                                                | 10:51:14                                          | 23                                                | 02:29:05                                          | 21                                                | 23:03:01                                          |
| 2015                                              | 20                                                | 22:45:09                                          | 21                                                | 16:38:55                                          | 23                                                | 08:20:33                                          | 22                                                | 04:48:57                                          |
| 2016                                              | 20                                                | 04:30:11                                          | 20                                                | 22:34:11                                          | 22                                                | 14:21:07                                          | 21                                                | 10:44:10                                          |
| 2017                                              | 20                                                | 10:28:38                                          | 21                                                | 04:24:09                                          | 22                                                | 20:02:48                                          | 21                                                | 16:28:57                                          |
| 2018                                              | 20                                                | 16:15:27                                          | 21                                                | 10:07:18                                          | 23                                                | 01:54:05                                          | 21                                                | 22:23:44                                          |
| 2019                                              | 20                                                | 21:58:25                                          | 21                                                | 15:54:14                                          | 23                                                | 07:50:10                                          | 22                                                | 04:19:25                                          |
| 2020                                              | 20                                                | 03:50:36                                          | 20                                                | 21:44:40                                          | 22                                                | 13:31:38                                          | 21                                                | 10:02:19                                          |
| 2021                                              | 20                                                | 09:37:27                                          | 21                                                | 03:32:08                                          | 22                                                | 19:21:03                                          | 21                                                | 15:59:16                                          |
| 2022                                              | 20                                                | 15:33:23                                          | 21                                                | 09:13:49                                          | 23                                                | 01:03:40                                          | 21                                                | 21:48:10                                          |
| 2023                                              | 20                                                | 21:24:24                                          | 21                                                | 14:57:47                                          | 23                                                | 06:49:56                                          | 22                                                | 03:27:19                                          |
| 2024                                              | 20                                                | 03:06:21                                          | 20                                                | 20:50:56                                          | 22                                                | 12:43:36                                          | 21                                                | 09:20:30                                          |
| 2025                                              | 20                                                | 09:01:25                                          | 21                                                | 02:42:11                                          | 22                                                | 18:19:16                                          | 21                                                | 15:03:01                                          |
| 2026                                              | 20                                                | 14:45:53                                          | 21                                                | 08:24:26                                          | 23                                                | 00:05:08                                          | 21                                                | 20:50:09                                          |
| 2027                                              | 20                                                | 20:24:36                                          | 21                                                | 14:10:45                                          | 23                                                | 06:01:38                                          | 22                                                | 02:42:04                                          |
| 2028                                              | 20                                                | 02:17:02                                          | 20                                                | 20:01:54                                          | 22                                                | 11:45:12                                          | 21                                                | 08:19:33                                          |
| 2029                                              | 20                                                | 08:01:52                                          | 21                                                | 01:48:11                                          | 22                                                | 17:38:23                                          | 21                                                | 14:13:59                                          |
| 2030                                              | 20                                                | 13:51:58                                          | 21                                                | 07:31:11                                          | 22                                                | 23:26:46                                          | 21                                                | 20:09:30                                          |
| 2031                                              | 20                                                | 19:40:51                                          | 21                                                | 13:17:00                                          | 23                                                | 05:15:10                                          | 22                                                | 01:55:25                                          |
| 2032                                              | 20                                                | 01:21:45                                          | 20                                                | 19:08:38                                          | 22                                                | 11:10:44                                          | 21                                                | 07:55:48                                          |
| 2033                                              | 20                                                | 07:22:35                                          | 21                                                | 01:00:59                                          | 22                                                | 16:51:31                                          | 21                                                | 13:45:51                                          |
| 2034                                              | 20                                                | 13:17:20                                          | 21                                                | 06:44:02                                          | 22                                                | 22:39:25                                          | 21                                                | 19:33:50                                          |
| 2035                                              | 20                                                | 19:02:34                                          | 21                                                | 12:32:58                                          | 23                                                | 04:38:46                                          | 22                                                | 01:30:42                                          |
| 2036                                              | 20                                                | 01:02:40                                          | 20                                                | 18:32:03                                          | 22                                                | 10:23:09                                          | 21                                                | 07:12:42                                          |
| 2037                                              | 20                                                | 06:50:05                                          | 21                                                | 00:22:16                                          | 22                                                | 16:12:54                                          | 21                                                | 13:07:33                                          |
| 2038                                              | 20                                                | 12:40:27                                          | 21                                                | 06:09:12                                          | 22                                                | 22:02:05                                          | 21                                                | 19:02:08                                          |
| 2039                                              | 20                                                | 18:31:50                                          | 21                                                | 11:57:14                                          | 23                                                | 03:49:25                                          | 22                                                | 00:40:23                                          |
| 2040                                              | 20                                                | 00:11:29                                          | 20                                                | 17:46:11                                          | 22                                                | 09:44:43                                          | 21                                                | 06:32:38                                          |
| 2041                                              | 20                                                | 06:06:36                                          | 20                                                | 23:35:39                                          | 22                                                | 15:26:21                                          | 21                                                | 12:18:07                                          |
| 2042                                              | 20                                                | 11:53:06                                          | 21                                                | 05:15:38                                          | 22                                                | 21:11:20                                          | 21                                                | 18:03:51                                          |
| 2043                                              | 20                                                | 17:27:34                                          | 21                                                | 10:58:09                                          | 23                                                | 03:06:43                                          | 22                                                | 00:01:01                                          |
| 2044                                              | 19                                                | 23:20:20                                          | 20                                                | 16:50:55                                          | 22                                                | 08:47:39                                          | 21                                                | 05:43:22                                          |
| 2045                                              | 20                                                | 05:07:24                                          | 20                                                | 22:33:41                                          | 22                                                | 14:32:42                                          | 21                                                | 11:34:54                                          |
| 2046                                              | 20                                                | 10:57:38                                          | 21                                                | 04:14:26                                          | 22                                                | 20:21:31                                          | 21                                                | 17:28:16                                          |
| 2047                                              | 20                                                | 16:52:26                                          | 21                                                | 10:03:16                                          | 23                                                | 02:07:52                                          | 21                                                | 23:07:01                                          |
| 2048                                              | 19                                                | 22:33:37                                          | 20                                                | 15:53:43                                          | 22                                                | 08:00:26                                          | 21                                                | 05:02:03                                          |
| 2049                                              | 20                                                | 04:28:24                                          | 20                                                | 21:47:06                                          | 22                                                | 13:42:24                                          | 21                                                | 10:51:57                                          |
| 2050                                              | 20                                                | 10:19:22                                          | 21                                                | 03:32:48                                          | 22                                                | 19:28:18                                          | 21                                                | 16:38:29                                          |

Zaradi vplivov drugih planetov na Zemljino tirnico, pravo Sonce ni vedno natančno na ekliptiki in je nekaj ločnih sekund severno ali južno od nje. Ekliptika je tako središče srednjega Sonca. Ker Zemlja obkroži Sonce v enem letu, bo tudi Sonce potrebovalo eno leto za prehod po celotni ekliptiki. Ker ima leto malo več kot 365 dni, se Sonce premakne vsak dan skoraj za 1° proti vzhodu v smeri povečane longitude. Tega letnega navideznega gibanja ne smemo zamenjevati z dnevnim gibanjem Sonca (in zvezd) proti zahodu in vzdolž ekvatorja. Zvezde potrebujejo za celotni obrat približno 23h 56m, kar določa zvezdni dan. Sonce, ki se je v tem času premaknilo za 1°proti vzhodu potrebuje za navidezni celotni obrat še dodatne 4 minute, kar določa Sončev dan, ki traja 24 ur.
Srednje Sonce prečka nebesni ekvator okoli 21. marca v času pomladnega enakonočja. Njegova deklinacija, rektascenzija in ekliptična longituda so tedaj vse enake nič. Ekliptična latituda Sonca je vedno enaka nič. Pomladno enakonočje v marcu določa začetek pomladi na severni polobli in začetek jeseni na južni. Zaradi tega se moramo irazu »pomladno enakonočje« izogibati. Dejanski datum in čas pomladnega enakonočja se zaradi prestopnih let od leta do leta spreminja. Premika se tudi zaradi pomankljivosti gregorijanskega koledarja.
Sonce doseže ekliptično longitudo 90°, rektascenzijo 6 ur in severno deklinacijo, enako nagibu Zemljine vrtilne osi 23.44°, okoli 21. junija, kar predstavlja poletni Sončev obrat na severni polobli, ter zimski obrat na južni. Je hkrati začetna točka ozvezdja Raka in leži neposredno nad Zemljo na rakovem povratniku. Rakov povratnik se imenuje tako zaradi tega ker se Sončeva deklinacija obrne. Ekliptično longitudo 180°, rektascenzijo 12 ur ima Sonce okoli 23. septembra, kar označuje drugo točko enakonočja in začetno točko ozvezdja Tehntnice. Zaradi motenj na Zemljino tirnico, je lahko trenutek Sončevega prehoda nebesnega ekvatorja nekaj minut prej ali kasneje. Največjo južno deklinacijo ima Sonce pri ekliptični longitudi 270°, rektascenziji 18 ur v začetni točki ozvezdja Kozorog okoli 21. decembra (kozorogov povratnik).
Čeprav so tradicionalna znamenja v zahodni astrologiji živalskega kroga dala imena Sončevima obratoma in enakonočjema, so točke dejansko v ozvezdjih Rib, Bika, Device in Strelca.

## Ekliptika in planeti
Večina planetov kroži okoli Sonca skoraj v isti ravnini kot Zemlja. Razlika je največ nekaj stopinj. Zaradi tega so navidezno na nebu vedno v bližini ekliptike. Merkur z naklonom tira 7° je izjema. Tudi Pluton z naklonom tira 17° je bil izjema, dokler ga leta 2007 niso uvstili v skupino pritlikavih planetov. Nekatera telesa Osončja imajo še večji naklon tira. Na primer pritlikavi planet Erida ima 44° in asteroid Palas 34°.
Presečnica med ravnino ekliptike in ravnino tira drugega planeta se imenuje vozelna črta planeta. Presečišči vozelne črte na nebesni krogli sta dvižni vozel, ko planet seka ekliptiko z juga proti severu, in nasproti ležeča točka, spustni vozel. Notranji planet lahko navidezno prečka Sončevo ploskev le kadar prečka enega od svojih vozlov.
Naklon tira in vozelne črte kot tudi večina drugih elementov tira se počasi spreminja skozi čas zaradi motenj drugih planetov.

## Ekliptika in Luna
Lunina tirnica je nagnjena za približno 5° na ekliptiko. Tudi njena vozelna črta ni stalna in se premakne proti zahodu za cel obrat vsakih 18,6 let. To je posledica nutacije in Luninega zastoja. Luna seka ekliptiko približno dvakrat na mesec. Če se to zgodi med mlajem, nastopi Sončev mrk, in med ščipom, nastopi Lunin mrk. Na ta način so lahko v starih časih opazovali ekliptiko na nebu. Označevali so lege, kjer so lahko nastopili mrki.

## Ekliptika in nebesne koordinate
Do 17. stoletja so bile lege v zvezdnih katalogih in zvezdnih kartah vedno v ekliptičnih koordinatah. Ekvatorske koordinate so prišle v uporabo z uvedbo daljnogledov. Danes se ekliptične koordinate večinoma ne uporabljajo več. To ni vedno zaželeno. Konjunkcija planetov je na primer slikovitejša z ekliptičnimi koordinatami kot z ekvatorskimi.